# Campeonato Europeo de Patinaje Artístico sobre Hielo de 1938
El XXXVI Campeonato Europeo de Patinaje Artístico sobre Hielo se realizó  en enero de 1938 en dos sedes distintas: los torneos masculino y femenino en Sankt Moritz (Suiza) y el de parejas en Troppau (Checoslovaquia). Fue organizado por la Unión Internacional de Patinaje sobre Hielo (ISU), la Federación Suiza de Patinaje sobre Hielo y la Federación Checoslovaca de Patinaje sobre Hielo.

## Resultados

### Masculino
| Puesto | Nombre         | País        | Puntos |
| ------ | -------------- | ----------- | ------ |
| Oro    | Felix Kaspar   | Austria     |        |
| Plata  | Graham Sharp   | Reino Unido |        |
| Bronce | Herbert Alward | Austria     |        |

### Femenino
| Puesto | Nombre           | País        | Puntos |
| ------ | ---------------- | ----------- | ------ |
| Oro    | Cecilia Colledge | Reino Unido |        |
| Plata  | Megan Taylor     | Reino Unido |        |
| Bronce | Emmy Putzinger   | Austria     |        |

### Parejas
| Puesto | Nombre                     | País     | Puntos |
| ------ | -------------------------- | -------- | ------ |
| Oro    | Maxi Herber / Ernst Baier  | Alemania |        |
| Plata  | Ilse Pausin / Erich Pausin | Alemania |        |
| Bronce | Inge Koch / Günther Noack  | Alemania |        |

## Medallero
| Núm. | País        | Oro | Plata | Bronce | Total |
| ---- | ----------- | --- | ----- | ------ | ----- |
| 1    | Reino Unido | 1   | 2     | 0      | 3     |
| 2    | Alemania    | 1   | 1     | 1      | 3     |
| 3    | Austria     | 1   | 0     | 2      | 3     |
|      | TOTAL       | 3   | 3     | 3      | 9     |